# Planned Parenthood

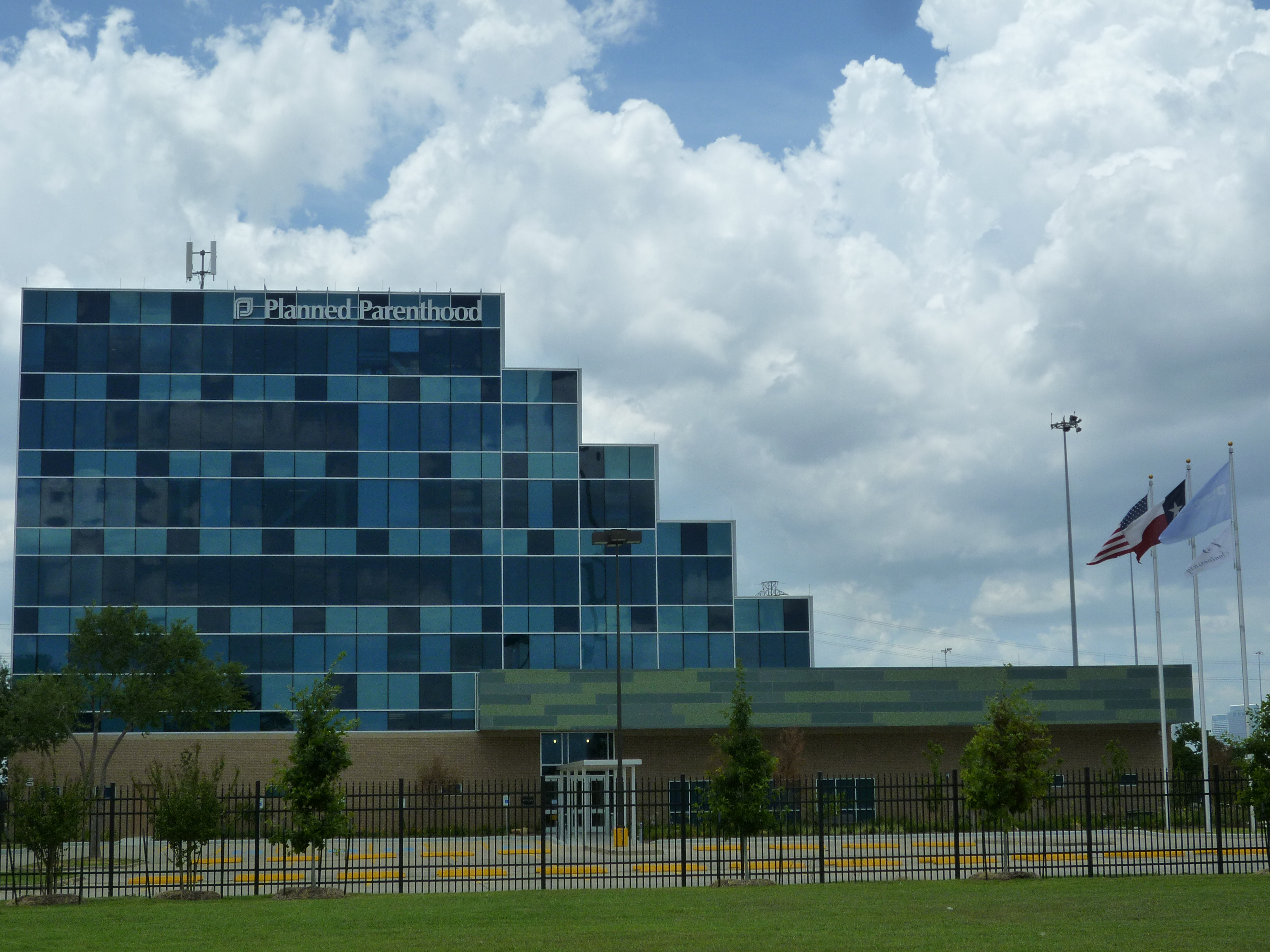
Immeuble de l'association à Houston, Texas.

Planned Parenthood (PPFA), fondée en 1916, est un organisme sans but lucratif, c'est l'un des principaux regroupements de planification familiale aux États-Unis. Cette organisation est exonérée d’impôt sous l'Internal Revenue Code (section 501(c)(3)).  Elle milite en faveur de l'éducation sexuelle, l'accès aux soins de santé et la santé reproductive. Elle est également l'une des principales associations  pro-choix aux États-Unis. Le tiers de son financement provient du gouvernement américain depuis 1970, quand le président Richard Nixon a approuvé le Family Planning Services and Population Research Act (en). Les autres ressources de l'organisation proviennent de la commercialisation de services d'avortement et de contraception.[réf. nécessaire]

## Historique

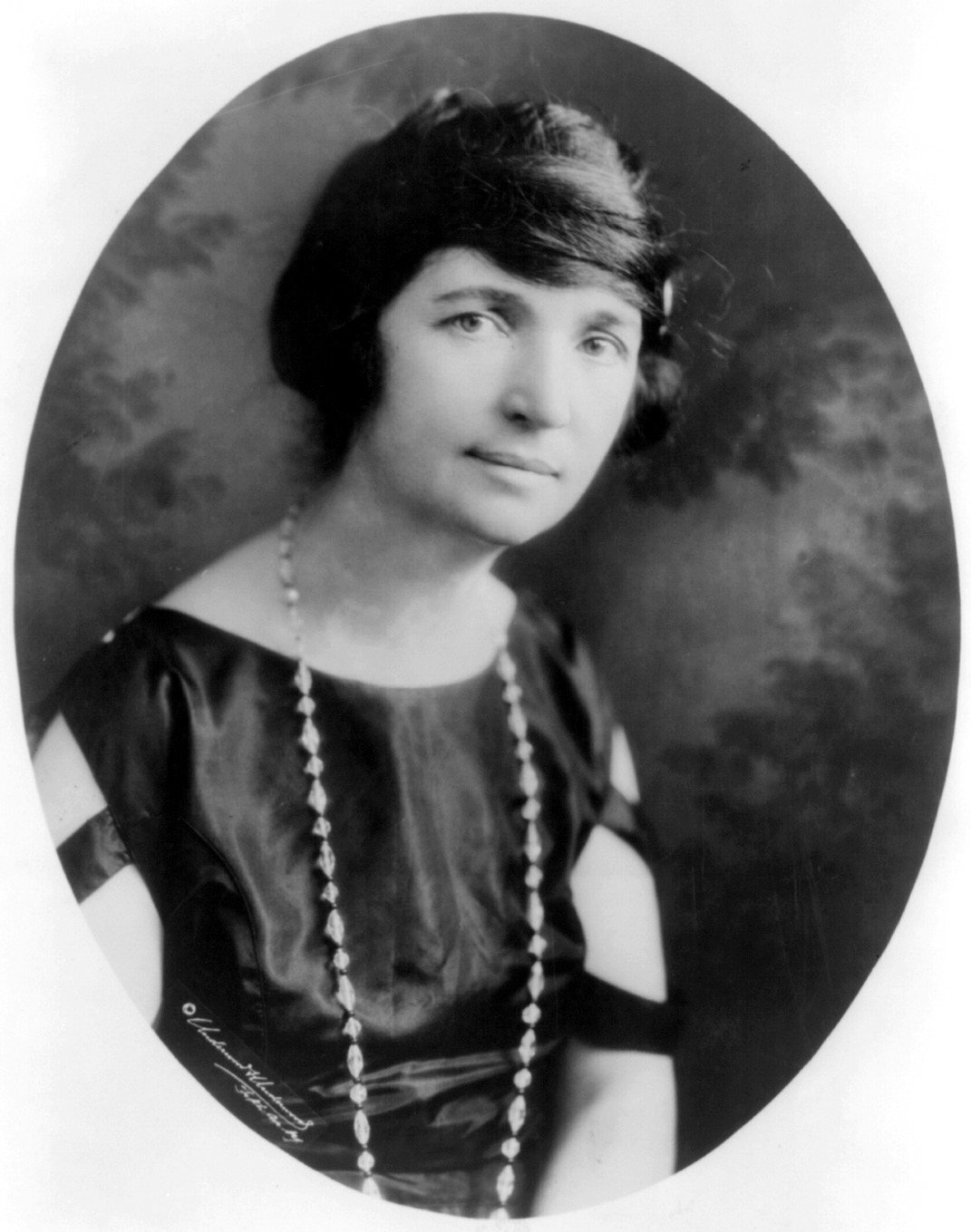
Margaret Sanger, 1922

Les origines de la Planned Parenthood remontent au 16 octobre 1916 quand Margaret Sanger, sa sœur Ethel Byrne, et Fania Mindell fondent la première clinique américaine de contrôle des naissances à Brooklyn (New York). Elles offrent des informations, des conseils et des moyens de contraception. Les trois femmes sont accusées de distribution de « matériel obscène », arrêtées et emprisonnées. À leur troisième appel, le juge chargé du dossier les reconnaît coupables, mais fait également modifier la loi pour autoriser la contraception quand prescrite par un médecin. La campagne qu'ont menée Sanger, Byrne et Mindell a amené des changements majeurs dans la législation pour la contraception et l'éducation sexuelle aux États-Unis.
En 1921, Margaret Sanger fonde l'American Birth Control League pour promouvoir la création de cliniques distribuant des informations et des moyens de contraception. En 1942, l'ABCL change de nom et devient la Planned Parenthood Federation of America.
La première clinique de Planned Parenthood ouvre en 1957 à Washington. Sa directrice est Ophelia Settle Egypt qui la dirige pendant onze ans et fait beaucoup pour répandre le planning familial parmi la communauté afro-américaine défavorisée. Pour rendre hommage à son action, la clinique prend le nom d'« Ophelia Egypt Center » en 1981.
Après Margaret Sanger, le président suivant de Planned Parenthood était Alan Guttmacher, pendant son mandat de 1962 à 1974, la Food and Drug Administration (FDA) a approuvé la commercialisation de la pilule originelle.

## Polémique
En 2015, après des propos tenus par Deborah Nucatola, directrice des services médicaux, l'association est accusée de trafic d'organes par The Center for Medical Progress, une organisation anti-avortement américaine. Des membres du Center for Medical Progess publient des vidéos censées démontrer que la Planned Parenthood utilise des cellules fœtales, et même des fœtus, à but scientifique et lucratif en pratiquant la vente d'organes. Après enquête, un Grand Jury a conclu que Deborah Nucatola ne s'était rendue coupable d'aucune faute et que les images tournées avaient été manipulées et montées à charge. 
Par ailleurs, le même grand jury a accusé les auteurs de la vidéo, David Daleiden et Sandra Merritt, d'avoir utilisé de fausses pièces d'identité et proposé d'acheter des tissus fœtaux destinés à la recherche. Les charges sont abandonnées à la suite d'un vice de forme.

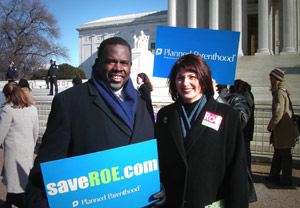
L'ancienne présidente de Planned Parenthood Gloria Feldt, avec le membre du congrès Albert Wynn devant la Cour suprême des États-Unis.

## Présidents
- Margaret Sanger (fondatrice)
- Alan Frank Guttmacher, 1962-1974
- Faye Wattleton, 1978-1992
- Gloria Feldt, 1992-2006
- Cecile Richards (en), 2006-2018
- Leana Wen (en), 2018-2019
- Alexis McGill Johnson (en), depuis 2019

## Personnalités
- Richard Day, professeur de pédiatrie à la Mount Sinai School of Medicine, directeur médical de PP de 1965 à 1968[6]